# Túnel de Kohat
El Túnel de Kohat es un túnel vehicular de 1,9 kilómetros (1,2 millas) de largo, ubicado en la provincia de Khyber Pakhtunkhwa de Pakistán. Construido con asistencia japonesa, también es conocido como el Túnel de la amistad Pakistán-Japón.

## Descripción
La construcción del túnel se inició en 1999 y se abrió al tráfico en junio de 2003. Como parte del desarrollo del sistema de autopistas Indus, el túnel sirve como una ruta alternativa más corta hacia el Paso de Kohat, situado entre las ciudades de Peshawar y Kohat. La nueva ruta reduce el tiempo necesario para viajar a través del Paso Kotal por unos 20 minutos. La principal ventaja del túnel es que los vehículos más largos ya pueden utilizar la carretera Indus mientras que anteriormente las curvas cerradas en el paso de Kotal hicieron imposible que este tipo de vehículos pasara por allí. También ayuda a aliviar la congestión de tráfico, mejorar la seguridad del tráfico y promover el desarrollo económico.